# Североатлантическое мусорное пятно

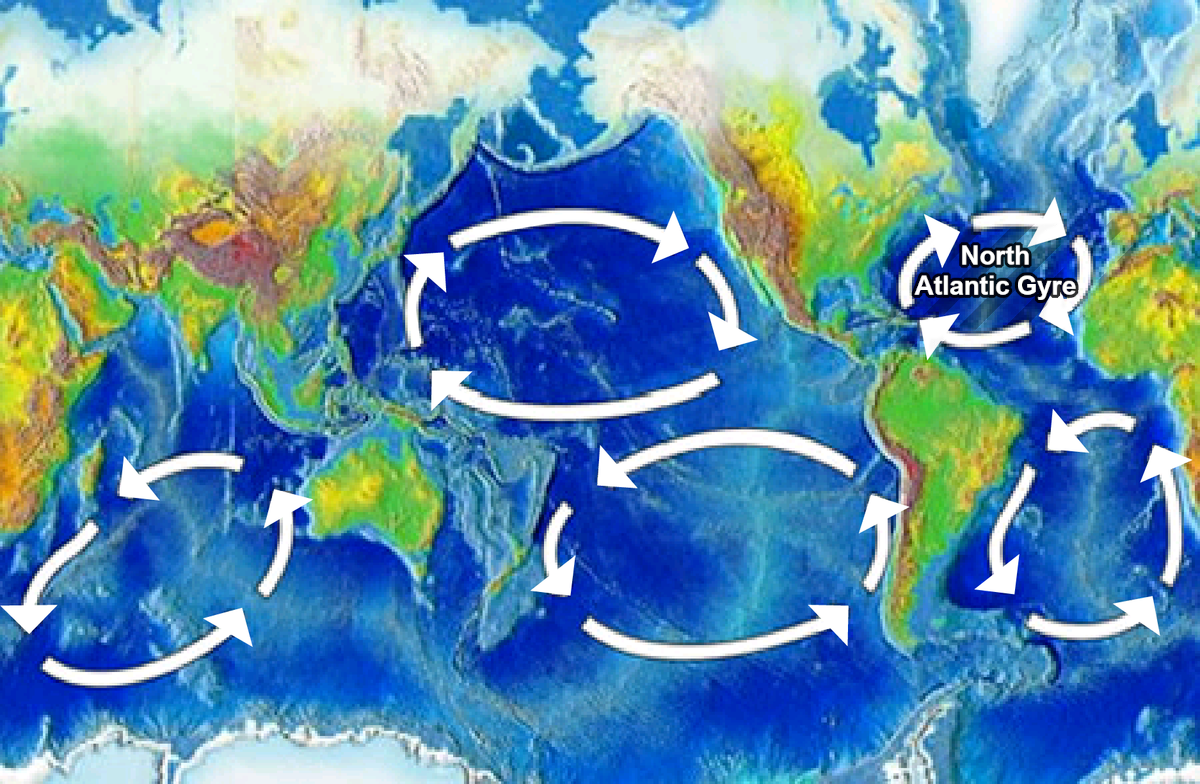
Североатлантическая воронка — одна из пяти крупнейших океанических воронок.

Се́вероатланти́ческое му́сорное пятно́ — это пятно из морского мусора искусственного происхождения, обнаруженное в Североатлантическом круговороте, впервые задокументированное в 1972 году. По результатам 22-летнего исследования, проведенного Ассоциацией морского образования, площадь пятна составляет сотни километров в поперечнике, а плотность — более 200 000 обломков на квадратный километр. Мусор образуется из антропогенных отходов, выносящихся в океан реками, и состоит в основном из микропластика. Мусорное пятно представляет собой большую проблему как для дикой природы, так и для людей из-за растущего потребления пластика. Было предпринято лишь несколько попыток по повышению информирования и очистке мусора в Северной Атлантике, таких как «Штат мусорного пятна» ЮНЕСКО и «Очистка океана», однако большая часть исследований и усилий по очистке сосредоточена на Великом Тихоокеанском мусорном пятне в северной части Тихого океана.